# Mbukushu
Los mbukushu son un subgrupo de los kavango, una tribu del noreste de Namibia principalmente. Los mbukushu, quienes se encuentran situados al este del resto de los kavangos, fueron el grupo más reciente en emigrar a la zona.
Los mbukushu han sido siempre un pueblo muy pacífico, y son uno de los pocos grupos bantú que nunca atacaron a tribus vecinas. Por su parte, las demás etnias evitaban atacar a los mbukushu, pues existía la creencia generalizada de que sus jefes podían influir sobre las lluvias y el nivel de agua de los ríos. Y siendo el agua un recurso tan preciado, nadie quería de enemigo a quien podía controlarla.
Este supuesto control sobre el agua, les permitía justificar el cobro de un tributo periódico a las tribus vecinas. La avaricia de los jefes mbukushu, que según eran más expuestos a los europeos deseaban adquirir mayor cantidad de bienes extranjeros, les llevó a vender a sus propios súbditos a traficantes de esclavos de Angola. Muchos emigraron y abandonaron sus tribus para evitar este despotismo. Al esparcirse y reducir su número, la influencia de los mbukushu declinó. 
Aun cuando la mayoría de los kavango suele hablar el RuKwangali, este subgrupo prefiere hablar su propia lengua (llamada igual que ellos), un idioma que, al contrario del RuKwangali, no tiene escritura.
- Datos: Q16882745
- Multimedia: Mbukushu / Q16882745